# Peoples Energy
Peoples Energy  war ein Holdingunternehmen aus den Vereinigten Staaten mit Unternehmenssitz in Chicago, Illinois. Das Unternehmen war im Aktienindex S&P 500 gelistet. 
Am 21. Februar 2007 erfolgte ein Zusammenschluss mit der Wisconsin Public Service Corporation; das neue Unternehmen heißt Integrys Energy Group.
Peoples Energy war vorwiegend in der Region Chicago tätig. Das Unternehmen lieferte über seine Tochterunternehmen Peoples Gas und North Shore Gas Erdgas an seine Kunden. 
Des Weiteren gehörten zu Peoples Energy die Tochterunternehmen Peoples Energy Resources Company, LLC, Peoples Energy Services Corporation, Peoples Energy Production Company und  Peoples District Energy Corporation.